# Teucrium algarbiense
Teucrium algarbiense es una especie de planta perteneciente a la familia Lamiaceae.  

## Descripción
Es una planta que tiene tallos de hasta 40 cm de altura, erectos o ascendentes, con indumento diminutamente puberulento-glanduloso y con pelos eglandulares más largos, ramificados y simples. Hojas de 5-35 x 0,7-3 mm, linear-lanceoladas, crenadas, revolutas, frecuentemente reflejas, 3 (-4) verticiladas, con fascículos de hojas axilares. Inflorescencia muy ramificada, con glomérulos subsentados o más frecuentemente pedunculados. Flores sentadas. Cáliz de 3-4,5 mm, subcampanulado, más o menos hirsuto, uniformemente pubescente, con pelos eglandulares y glándulas sentadas; dientes de 1-1,8 (-2) mm, triangular, acuminados. Corola de 5-7 mm, pubescente, lóbulos posteriores glabros, blanca o crema; tubo más corto que el cáliz. Estambres con filamentos vilosos. 2n = 52. Florece de mayo a junio.

## Distribución y hábitat
Se encuentra en matorrales en roquedos, fisuras, crestones y laderas pedregosas en substrato calizo, raramente en substrato silíceo; a una altitud de 0-1440 metros en Cerdeña e Islas Baleares, en Cabrera.

## Taxonomía
Teucrium algarbiense, fue descrita por (Cout.) Cout. y publicado en Esboco Fl. Lenh. Portug. ed. 2: 262. 1936.
Citología
Número de cromosomas de Teucrium algarbiense (Fam. Labiatae) y táxones infraespecíficos: 2n=52
Etimología
Teucrium: nombre genérico que deriva del Griego τεύχριον, y luego el Latín teucri, -ae y teucrion, -ii, usado por Plinio el Viejo en Historia naturalis, 26, 35 y  24, 130, para designar el género Teucrium, pero también el Asplenium ceterach, que es un helecho (25, 45). Hay otras interpretaciones que derivan el nombre de Teucri, -ia, -ium, de los troyanos, pues Teucro era hijo del río Escamandro y la ninfa Idaia, y fue el antepasado legendario de los troyanos, por lo que estos últimos a menudo son llamados teucrios. Pero también Teucrium podría referirse a Teûkros, en latín Teucri, o sea Teucro, hijo de Telamón y Hesione y medio-hermano de Ajax, y que lucharon contra Troya durante la guerra del mismo nombre, durante la cual descubrió la planta en el mismo período en que Aquiles, según la leyenda, descubrió la Achillea.
algarbiense: epíteto geográfico que alude a su localización en el Algarbe.
Sinonimia
- Teucrium polium var. algarbiense Cout.[7]